# Tổng thống Cộng hòa Texas
Tổng thống Cộng hòa Texas là nguyên thủ quốc gia khi Texas là một nước cộng hòa độc lập từ năm 1836 đến 1845.

## Lịch sử và nhiệm vụ
Cộng hòa Texas thành lập vào năm 1836. Giữa cuộc Cách mạng Texas, những người định cư Texas đã bầu các đại biểu tham gia Công ước 1836, ban hành Tuyên ngôn Độc lập Texas và bầu David G. Burnet làm chủ tịch lâm thời của đất nước mới. Vào tháng 5 năm 1836, Burnet và Tổng thống Mexico, ông Antonio López de Santa Anna, lúc đó đang là một tù nhân chiến tranh ở Texas, đã ký Hiệp ước Velasco chính thức công nhận việc Texas từ Mexico.
Quyền hạn và trách nhiệm của tổng thống tương tự như của Tổng thống Hoa Kỳ: phục vụ người dân Texas, và phục vụ như người đứng đầu quân đội và tiểu bang. Những điều này đã được nêu chi tiết trong Hiến pháp Cộng hòa Texas năm 1836. Hiến pháp quy định một nhiệm kỳ hai năm đối với tổng thống dân cử đầu tiên (Sam Houston) và các nhiệm kỳ ba năm sau đó; Tổng thống không thể tự mình thành công, nhưng nếu không thì không có giới hạn nhiệm kỳ. Tổng thống đã được bầu riêng từ phó tổng thống, bằng cách bỏ phiếu phổ biến, và không có yêu cầu phải là người bản xứ. Một bản đọc nghiêm ngặt của Hiến pháp quy định quyền bầu cử của phụ nữ (nghĩa là cả nam và nữ đều là công dân và có thể bỏ phiếu cho Quốc hội, tổng thống và các văn phòng khác), nhưng phụ nữ và các nhà truyền giáo hoặc linh mục không được phép làm tổng thống hoặc trong Quốc hội. Người Ấn Độ và châu Phi và những người gốc Phi không thể là công dân.
Tổng thống sống ở các thị trấn khác nhau trong cuộc sống của Cộng hòa, vì thủ đô được di dời, đặc biệt là trong và ngay sau Cách mạng Texas. Washington-on-the-Brazos là thủ đô đầu tiên Texas' năm 1836 (tạm thời), sau đó nhanh chóng bằng Harrisburg 1836 (tạm thời), Galveston 1836 (tạm thời), Velasco 1836 (tạm thời), Columbia 1836-1837, Houston, 1837-1839, và cuối cùng là Austin, thủ đô hiện đại, 1839 bóng46.
Vị trí này đã bị bãi bỏ với sự sáp nhập của Texas, phần lớn là do Tổng thống Anson Jones, người đã nhận được biệt danh "Kiến trúc sư của Phụ lục" và chỉ phục vụ một năm và ba tháng. Lượng điện năng được sử dụng bởi những người cư ngụ trong văn phòng rất khác nhau trong suốt chín năm độc lập của Texas. Đặc biệt vào thời kỳ đầu, có nhu cầu quân sự lớn hơn so với những năm 1840, và do đó, tổng thống có quyền lực và ảnh hưởng đáng kể hơn so với những năm hòa bình tương đối. Tuy nhiên, không có hồ sơ về bất kỳ tổng thống nào vi phạm hoặc thay đổi Hiến pháp Texas. 

Khi Hoa Kỳ và các quốc gia khác như Pháp công nhận nền độc lập của Texas, quyền lực tổng thống hoạt động mà không có sự can thiệp từ thế giới bên ngoài, mặc dù Cộng hòa thường liên minh chính thức với Hoa Kỳ. Một số tổng thống ủng hộ sự sáp nhập Cộng hòa của Hoa Kỳ, với sự kết nạp trực tiếp như một tiểu bang.
Theo Hiến pháp, phó tổng thống đã kế nhiệm tổng thống trong trường hợp cái chết sau đó, từ chức hoặc bãi nhiệm bằng cách luận tội; tuy nhiên điều này không bao giờ xảy ra. Phó chủ tịch cũng là Chủ tịch Thượng viện, và đã bỏ phiếu trong trường hợp hòa.

## Tuyên thệ nhậm chức
Lời thề của văn phòng tuyên thệ hoặc khẳng định chức vụ cho tổng thống đã được thiết lập trong Hiến pháp Cộng hòa Texas và là bắt buộc đối với một tổng thống trước khi nhận nhiệm vụ của văn phòng. Từ ngữ, rất giống với từ của Tuyên thệ nhậm chức của Tổng thống Hoa Kỳ phiên bản Hoa Kỳ, được quy định bởi Điều VI của Hiến pháp, như sau:
"Tôi,  AB , Tổng thống Cộng hòa Texas, đã thề một cách long trọng và chân thành [hoặc khẳng định, như trường hợp có thể] rằng tôi sẽ trung thành thực thi các nhiệm vụ của văn phòng của mình và với khả năng tốt nhất của tôi , bảo vệ và bảo vệ Hiến pháp Cộng hòa. "

## Danh sách chủ tịch và phó chủ tịch
| Tổng thống và Phó Tổng thống Cộng hòa Texas | Tổng thống và Phó Tổng thống Cộng hòa Texas                       | Tổng thống và Phó Tổng thống Cộng hòa Texas         | Tổng thống và Phó Tổng thống Cộng hòa Texas                   | Tổng thống và Phó Tổng thống Cộng hòa Texas                                                    | Tổng thống và Phó Tổng thống Cộng hòa Texas | Tổng thống và Phó Tổng thống Cộng hòa Texas | Tổng thống và Phó Tổng thống Cộng hòa Texas                                                      |
| Đoàn chủ tịch                               | Đoàn chủ tịch                                                     | chủ tịch                                            | chủ tịch                                                      | Văn phòng trước                                                                                | Buổi tiệc                                   | Kỳ hạn                                      | Phó Tổng thống                                                                                   |
| ------------------------------------------- | ----------------------------------------------------------------- | --------------------------------------------------- | ------------------------------------------------------------- | ---------------------------------------------------------------------------------------------- | ------------------------------------------- | ------------------------------------------- | ------------------------------------------------------------------------------------------------ |
| -                                           | Ngày 16 tháng 3 năm 1836 </br> - </br> Ngày 22 tháng 10 năm 1836  |                                                     | David G. Burnet </br> 1788 Phi1870 </br> (Sống: 82 năm) </br> | Đại biểu cho <br id="mwUw"><br> </br> Công ước 1833                                            | Không liên kết                              | Tạm thời </br>                              | Lorenzo de Zavala                                                                                |
| 1                                           | Ngày 22 tháng 10 năm 1836 </br> - </br> Ngày 10 tháng 12 năm 1838 |                                                     | Sam Houston </br> 1793 Từ1863 </br> (Sống: 70 năm) </br>      | Tổng tư lệnh <br id="mwcA"><br> </br> của quân đội Texas </br> (1836)                          | Không liên kết                              | 1 </br> (1836)                              | Mirabeau B. Lamar                                                                                |
| 2                                           | Ngày 10 tháng 12 năm 1838 </br> - </br> Ngày 13 tháng 12 năm 1841 |                                                     | Mirabeau B. Lamar </br> 1798 Từ1859 </br> (Sống: 61 năm)      | 1 </br> Phó chủ tịch </br> Cộng hòa Texas                                                      | Không liên kết                              | 2 </br> (1838)                              | David G. Burnet                                                                                  |
| 3                                           | Ngày 13 tháng 12 năm 1841 </br> - </br> Ngày 9 tháng 12 năm 1844  |                                                     | Sam Houston </br> 1793 Từ1863 </br> (Sống: 70 năm)            | 1 </br> Chủ tịch của </br> Cộng hòa Texas                                                      | Không liên kết                              | 3 </br> (1841)                              | Edward Burleson                                                                                  |
| 4                                           | Ngày 9 tháng 12 năm 1844 </br> - </br> Ngày 19 tháng 2 năm 1846   |                                                     | Anson Jones </br> 1798 Từ1858 </br> (Sống: 59 năm)            | Ngày 11 </br> Bộ trưởng ngoại giao <br id="mwyg"><br> </br> Cộng hòa Texas </br> (1841 Từ1844) | Không liên kết                              | 4 </br> (1844)                              | Kenneth Lewis Anderson </br> 9 tháng 12 năm 1844 - 3 tháng 7 năm 1845 </br> (Chết tại văn phòng) |
| 4                                           | Ngày 9 tháng 12 năm 1844 </br> - </br> Ngày 19 tháng 2 năm 1846   | Văn phòng trống </br> (Số dư của nhiệm kỳ Anderson) | Anson Jones </br> 1798 Từ1858 </br> (Sống: 59 năm)            | Ngày 11 </br> Bộ trưởng ngoại giao <br id="mwyg"><br> </br> Cộng hòa Texas </br> (1841 Từ1844) | Không liên kết                              | 4 </br> (1844)                              |                                                                                                  |